# 北京名胜 (山本赞七郎)
北京名胜，日本摄影师山本赞七郎拍摄出版的北京风光照作品集，共四版，均在日本东京印刷，由北京山本照相馆发卖。
山本赞七郎（1855-1943）出生于日本冈山，曾于1882-1897年间在东京开设照相馆，后到北京霞公府附近开设“山本照相馆”，1901年后还曾在天津紫竹林英租界开设分店，名为“山本写真馆”。他拍摄的北京风光照流传甚广，以他作品制作的明信片甚至在20世纪30年代都还在印刷。

## 版本
| 中文书名 | 英文书名                    | 版本                   | 照片张数 | 印刷日期       | 发行日期       |
| -------- | --------------------------- | ---------------------- | -------- | -------------- | -------------- |
| 北京名勝 | Picturesque Views of Peking | 明治三十二年（1899年） | 36       | 1899年10月24日 | 1899年10月27日 |
| 北京名勝 | Picturesque Views of Peking | 明治三十四年（1901年） | 36       | 1901年11月15日 | 1901年11月18日 |
| 北京名勝 | Peking                      | 明治三十九年（1906年） | 90       | 1906年8月20日  | 1906年8月23日  |
| 北京名勝 | Peking                      | 明治四十二年（1909年） | 100      | 1909年5月20日  | 1909年5月23日  |